# Hendrik Provó Kluit
Hendrik Provó Kluit (Utrecht, 9 september 1803 – 's-Gravenhage, 27 oktober 1860), heer van Rijnsaterwoude, was een Nederlands jurist, politiefunctionaris, politicus en rechter.

## Leven en werk
Provó Kluit werd in 1803 te Utrecht geboren als zoon van de president van de criminele rechtbank Pieter Willem Provó Kluit en van Catharina Wendelina Jacoba van Goor. Hij studeerde rechten aan de universiteiten van Amsterdam en van Leiden. Na het voltooien van zijn studie was hij van 1829 tot 1840 advocaat in Amsterdam. In juli van dat jaar volgde hij Samuel Iperusz. Wiselius op als directeur van politie van de stad. In die functie hervormde hij het politieapparaat door Amsterdam in zes districten te verdelen, waarover elk een commissaris werd aangesteld. Ook kwam er een functie, die vergelijkbaar was met de later in de Gemeentewet van 1851 geïntroduceerde hoofdcommissaris, en trad de politie voor het eerst geüniformeerd op en werden politieagenten uitgerust met een dienstwapen.

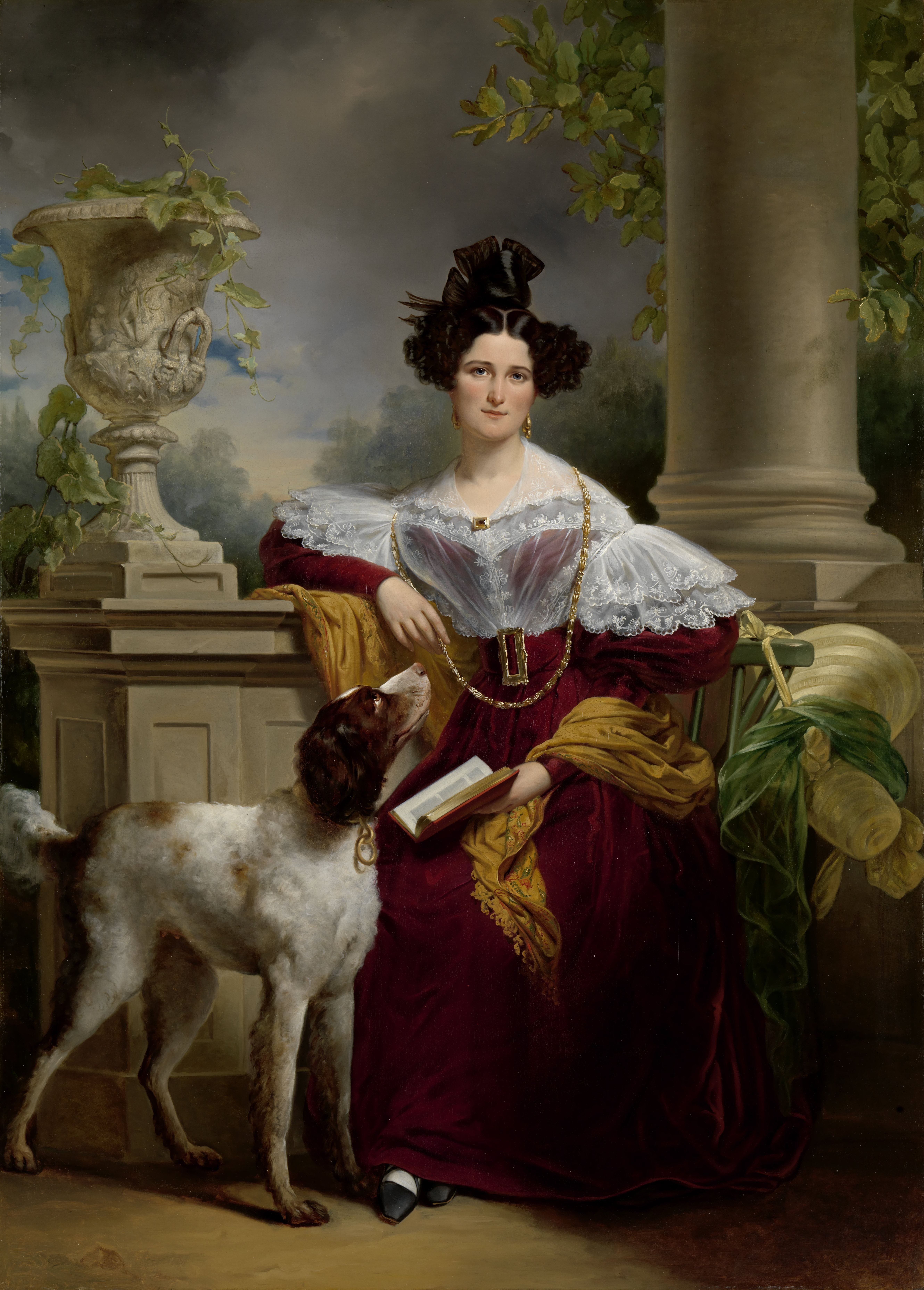
Portret van Alida Christina Assink (Jan Adam Kruseman, 1833)

In 1848 onderscheidde hij zich door vroegtijdig de gevaren van de zich door Europa verspreidende revolutiekoorts te onderkennen, waardoor de schade voor Amsterdam beperkt bleef en door persoonlijk machtsvertoon grote rellen uitbleven.
Bij het in werking treden van de Gemeentewet in 1850 verviel de functie van directeur van politie. Provó Kluit werd eervol ontslag verleend, waarna hij verkozen werd in de Tweede Kamer. Hier ging hij de strijd aan met de schepper van de Gemeentewet: Thorbecke. Deze had in het kader van de gemeentelijke autonomie elke plaats van minstens 10.000 inwoners gemeentepolitie gegund. Provó Kluit was een fervent voorstander van een nationaal politiekorps, verdeeld in arrondissementen.
In 1853 werd hij, mede dankzij zijn optreden in 1848, gevraagd voor het ambt van burgemeester, een functie die hij met beide handen aanpakte, omdat hij het vervallen van zijn ambt als directeur van politie nog steeds betreurde en als burgemeester zodoende weer de baas van het korps werd. Het echter steeds maar weer verantwoording af moeten leggen aan de gemeenteraad beviel hem allerminst en na 7 maanden burgemeesterschap ging hij zijn laatste uitdaging aan en werd raadsheer bij de Hoge Raad.
Provó Kluit trouwde in 1839 te Amsterdam met Alida Christina Assink (1810-1886). Uit hun huwelijk werden drie zoons en twee dochters geboren. Hij was ridder in de Orde van de Nederlandse Leeuw en commandeur in de Orde van de Eikenkroon.
- Biografisch Portaal: 12668156
- Digitale Bibliotheek voor de Nederlandse Letteren: prov003
- International Standard Name Identifier: 0000 0000 8133 7940
- Library of Congress Control Number: n85248076
- Nederlandse Thesaurus van Auteursnamen: 071904115
- Parlement.com: vg09ll543hzy
- Virtual International Authority File: 54529531
- WorldCat: E39PBJp9qFDrXC6cFP4fwqVBfq